# Rerum novarum
Rerum novarum (česky O nových věcech) je encyklika papeže Lva XIII. vydaná dne 15. května 1891. V dlouho očekávané encyklice Rerum novarum o dělnické otázce zaujala církev oficiální stanovisko k sociálním věcem. Podporuje práva pracujících vytvářet odborové svazy, odmítá komunismus a neomezený kapitalismus a zároveň potvrzuje právo na soukromé vlastnictví.
Tezí encykliky je odmítnutí socialismu jako hnutí, které vede k nenávisti mezi lidmi, především vůči bohatým. Socialisté chtějí dle encykliky podněcováním nenávisti vůči bohatým lidem docílit zrušení soukromého vlastnictví a nahradit ho společným majetkem všech. Podle socialistického názoru se takovým převodem majetku od soukromých osob na společnost může vyléčit tehdejší nesnesitelný propastný majetkový rozdíl, protože se jmění a výhody rovnoměrně rozdělí mezi občany daného státu. Takový plán je podle této encykliky naprosto nezpůsobilý tento dávný rozpor úspěšně vyřešit a dokonce by ve svých důsledcích znamenal pro dělnické vrstvy poškození.
Podle mínění církve lze totiž jednoduše zjistit, že vlastním důvodem, proč někdo pracuje v nějaké profesi, a účelem, k němuž především přihlíží, je snaha opatřit si výdělek (plat, odměna) a tento výdělek vlastnit jako soukromý majetek.
Encyklika též odmítá nelidské zacházení s dělníky a jejich vykořisťování.
Papež povoluje a vyzývá k zakládání křesťanských politických stran a svépomocných organizací (družstev), které jsou možným řešením.

## Vliv na Portugalsko
Když António de Oliveira Salazar ve 30. letech v Portugalsku založil konzervativní režim, mnoho klíčových myšlenek z této encykliky začlenil do portugalského práva. Ústava Estado Novo přijala korporativismus jako ekonomický model, především v pracovněprávních vztazích. Její základní zásady, především ty vycházející z Rerum novarum, byly hluboce zakořeněné v evropském katolickém sociálním myšlení. Portugalští intelektuálové, dělnické organizace, odborové svazy a další skupiny byly po roce 1890 všudypřítomné v mnoha portugalských republikánských kruzích i v konzervativních, které založil Salazar. Podle historika Howarda J. Wiardy bylo katolické sociální hnutí nejen silné samo o sobě, ale taky dobře zapadalo do starší portugalské historie a politické kultury, která zdůrazňovala tradici přirozeného zákona, patrimonialismus, centralizované řízení a kontrolu a přirozené řády a hierarchie společnosti.